# Радио Олимп
Радио Олимп — челябинская музыкальная радиостанция. Появилась с 21 декабря 1999 года. Вещает на частоте 104,5 МГц.

## История
Радиостанция появилась с 21 декабря 1999 года, став, в общем-то, челябинским клоном «Радио СИ». Вещание с самого начала велось на частоте 104,5 МГц. Основу музыкального эфира составляли лучшие песни 70-х, 80-х гг. и лучшие современные песни.

## Программы
В сущности, напоминают Радио СИ:
- Невероятный Вопрос
- Астропрогноз
- Горячая десятка
- Минута драйва (16+)
- Всемирная история (16+)
- Новости со всего света.
- Пять песен о любви
- Золотая Коллекция
- Романтический Вечер (0+)

## Ведущие Радио Олимп
- Сергей Сорокин
- Алена Богданова
- Андрей Королев
- Леонид Филиппов
- Николай Летанин
- Роман Калашников
- Анна Романова
- Игорь Яковлев

### Ведущие Новостей
- Ольга Соловьева